# Турбйорн Юнссон
Турбйо́рн Ю́нссон (швед. Torbjörn Jonsson, нар. 6 травня 1936, Седергамн) — шведський футболіст, що грав на позиції півзахисника. Найкращий шведський футболіст 1960 року.

## Клубна кар'єра
Народився 6 травня 1936 року в Люсне, комуна Седергамн. Вихованець футбольної школи місцевого клубу «Люсне АІК».
У дорослому футболі дебютував 1953 року виступами за команду клубу «Норрчепінг», в якій провів сім сезонів, взявши участь у 148 матчах чемпіонату.
Згодом з 1960 по 1963 рік грав у складі команд клубів «Реал Бетіс», «Фіорентина» та «Рома».
Своєю грою за останню команду привернув увагу представників тренерського штабу клубу «Мантова», до складу якого приєднався 1963 року. Відіграв за мантуйський клуб наступні чотири сезони своєї ігрової кар'єри. Більшість часу, проведеного у складі «Мантови», був основним гравцем команди.
Завершив професійну ігрову кар'єру на батьківщині, у своєму першому професійному клубі, «Норрчепінгу». Прийшов до команди 1967 року, захищав її кольори до припинення виступів на професійному рівні у 1972.

## Виступи за збірну
1955 року дебютував в офіційних матчах у складі національної збірної Швеції. Протягом кар'єри у національній команді, яка тривала 14 років, провів у формі головної команди країни лише 33 матчі, забивши 11 голів.

## Титули та досягнення
- Найкращий шведський футболіст року: 1960